# کلینتون (نیوجرسی)
کلینتون (به انگلیسی: Clinton Township) شهری در ایالت نیوجرسی کشور ایالات متحده آمریکا است که جمعیت آن در سرشماری سال ۲۰۱۰ میلادی، ۱۳٬۴۷۸ نفر بوده‌است.